# Sauvigny-le-Beuréal
Sauvigny-le-Beuréal es una localidad y comuna francesa situada en la región de Borgoña-Franco Condado, departamento de Yonne, en el distrito de Avallon y cantón de Guillon.

## Demografía
| 196 | 205 | 181 | 194 | 203 | 223 | 199 | 172 | 176 | 177 | 186 | 172 | 174 | 189 | 180 | 202 | 212 | 224 | 192 | 206 | 183 | 172 | 164 | 170 | 152 | 132 | 107 | 82 | 99 | 101 | 79 | 66 | 62 |
| Para los censos de 1962 a 1999 la población legal corresponde a la población sin duplicidades (Fuente: INSEE [Consultar]) |     |     |     |     |     |     |     |     |     |     |     |     |     |     |     |     |     |     |     |     |     |     |     |     |     |     |    |    |     |    |    |    |